# Kylmäjärvi (sjö i Kajanaland, lat 64,77, long 29,45)
Kylmäjärvi är en del av sjön Vuokkijärvi i Finland.   Den ligger i landskapet Kajanaland, i den centrala delen av landet, 600 km norr om huvudstaden Helsingfors. Kylmäjärvi ligger 204 meter över havet.